# Формоса (місто)
Формо́са (ісп. Formosa) — аргентинське місто, столиця однойменних провінції та департаменту.
Розташоване на березі річки Парагвай, за 850 км від Росаріо та 1200 км від Буенос-Айреса. Формоса є політичним, адміністративним та культурним центром провінції. Населення міста становить 222 тис. жителів (перепис 2010).

## Історія

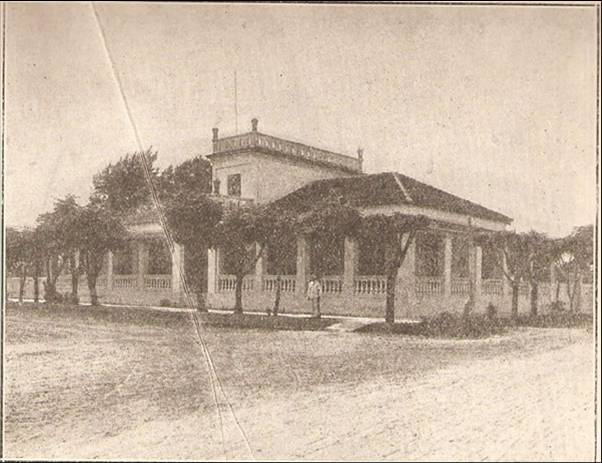
Будинок Уряду Провінції

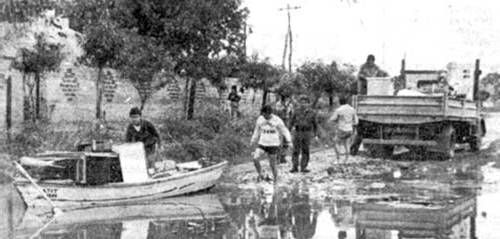
Повінь 1983 року

Місто Формоса було засноване 8 квітня 1879 року полковником Луїсом Хорхе Фонтаною за наказом губернатора Чако. На той час столиця Чако знаходилася у місті Ісла-де-Серріто і влада бажала знайти нове місце для неї. Назва міста походить від латинського слова «Formosa», що означає «красива».
1883 року було створено муніципалітет Формоси.
1884 року національну територію Формоса було законодавчо відділено від території Чако, а недавно збудоване місто стало її столицею. 1885 року було зведено перший Будинок Уряду Провінції.
У першій половині XX ст. населення Формоси значно зросло завдяки притоку іммігрантів з Італії, Австрії, Парагваю, Іспанії.
1905 року було відкрито першу фабрику з виробництва таніну.
1915 року до міста було проведено залізницю.
1936 року у Формосі почали вирощувати і продавати бавовник.
1945 року завершилося будівництво кафедрального собору. 1957 року була створена окрема єпархія Формоси.
5 жовтня 1975 року у місті відбулася серія терористичних актів, у яких загинуло 30 осіб.
1983 року у Формосі сталася велика повінь, яка спричинила значні збитки. 60 тисяч людей були евакуйовані.
1988 року було відкрито Національний університет Формоси.
1995 року територія Формоса отримала статус провінції, а однойменне місто — її столиці.

## Економіка
Історію міста можна умовно розбити на 3 економічних цикли:
- 1879—1920: цикл таніну
- 1920—1970: цикл бавовнику
- 1970 — теперішній час: торгово-індустріальний цикл

На першому етапі головною галуззю економіки було виробництво таніну з дерева кебрачо на кількох фабриках.
У 1920—1970-х роках у місті був бум бавовнику. У Формосі вирощувалася сировина, але не було виробництва бавовни. Після падіння світових цін на бавовник ця галузь не витримала конкуренції і занепала. Натомість були збудовані підприємства харчової промисловості, кузні, столярні цехи, виробництво тари. Також важливу роль грає сільське господарство.
Наразі одним з найбільшим підприємств міста є завод Кока-коли.
Останнім часом в економіці міста спостерігається значне переважання торгівлі над виробництвом.

## Клімат
Формоса має вологий субтропічний клімат. Значний вплив на клімат міста справляє близькість до річки Парагвай. Середня місячна кількість опадів 50-200 мм. Абсолютний максимум температури, зареєстрований за період спостереження з 1961 по 1990 роки становить 43,5 °C, абсолютний мінімум −2,3 °C. Переважають північні та північно-східні вітри, взимку — південні (Памперо).
| Клімат Формоси (1961—1990)                                                                                                  | Клімат Формоси (1961—1990) | Клімат Формоси (1961—1990) | Клімат Формоси (1961—1990) | Клімат Формоси (1961—1990) | Клімат Формоси (1961—1990) | Клімат Формоси (1961—1990) | Клімат Формоси (1961—1990) | Клімат Формоси (1961—1990) | Клімат Формоси (1961—1990) | Клімат Формоси (1961—1990) | Клімат Формоси (1961—1990) | Клімат Формоси (1961—1990) | Клімат Формоси (1961—1990) |
| Показник | Січ.                       | Лют.                       | Бер.                       | Квіт.                      | Трав.                      | Черв.                      | Лип.                       | Серп.                      | Вер.                       | Жовт.                      | Лист.                      | Груд.                      | Рік                        |
| Абсолютний максимум, °C | 41,4                       | 41,3                       | 42,0                       | 38,0                       | 37,0                       | 32,3                       | 34,1                       | 38,0                       | 40,3                       | 40,6                       | 42,0                       | 43,5                       | 43,5                       |
| Середній максимум, °C | 33,4                       | 32,9                       | 31,4                       | 27,7                       | 24,8                       | 22,3                       | 22,8                       | 23,8                       | 25,7                       | 28,8                       | 30,5                       | 32,6                       | 28,1                       |
| Середня температура, °C | 27,3                       | 26,8                       | 25,2                       | 22,0                       | 19,3                       | 16,7                       | 16,8                       | 17,7                       | 19,5                       | 22,6                       | 24,5                       | 26,5                       | 22,1                       |
| Середній мінімум, °C | 21,9                       | 21,7                       | 20,4                       | 17,3                       | 14,9                       | 12,2                       | 12,1                       | 12,6                       | 14,1                       | 17,0                       | 19,0                       | 20,8                       | 17,0                       |
| Абсолютний мінімум, °C | 12,6                       | 11,0                       | 7,7                        | 5,5                        | −0,1                       | −0,8                       | −2,3                       | −2,3                       | 1,7                        | 5,3                        | 8,0                        | 9,1                        | −2,3                       |
| Середня кількість сонячних годин на місяць                                                                                  | 279,0                      | 235,2                      | 229,4                      | 201,0                      | 201,5                      | 171,0                      | 192,2                      | 179,8                      | 186,0                      | 232,5                      | 255,0                      | 282,1                      | 2644,7                     |
| Норма опадів, мм | 171.2                      | 142.4                      | 151.7                      | 153.3                      | 105.6                      | 66.8                       | 49.6                       | 60.1                       | 85.1                       | 120.7                      | 171.0                      | 146.8                      | 1424.3                     |
| Днів з опадами | 9                          | 8                          | 9                          | 9                          | 7                          | 7                          | 6                          | 8                          | 7                          | 9                          | 9                          | 9                          | 97                         |
| Вологість повітря, % | 72                         | 74                         | 76                         | 79                         | 80                         | 80                         | 77                         | 75                         | 72                         | 70                         | 71                         | 70                         | 75                         |
| --- | -------------------------- | -------------------------- | -------------------------- | -------------------------- | -------------------------- | -------------------------- | -------------------------- | -------------------------- | -------------------------- | -------------------------- | -------------------------- | -------------------------- | -------------------------- |
| Джерело: NOAA, Oficina de Riesgo Agropecuario (record highs and lows), Servicio Meteorológico Nacional (precipitation days) |                            |                            |                            |                            |                            |                            |                            |                            |                            |                            |                            |                            |                            |

## Освіта

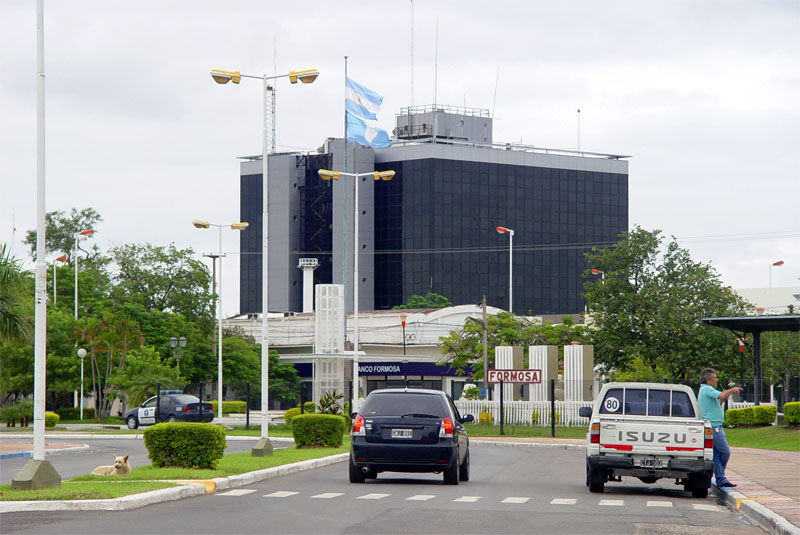
Будинок Уряду

У місті Формоса налічується велика кількість навчальних закладів усіх рівнів. 40 тисяч дітей віком від 5 до 17 років відвідують школи.
З 28 вересня 1988 року у місті функціонує Національний Університет Формоси, який має 4 факультети:
- Природних ресурсів
- Економічних наук
- Гуманітарних наук
- Здоров'я

В університеті навчаються близько 15 тисяч студентів.
Також у Формосі діє відділення Католицького університету Сальти. 2008 року у місті відкрилися 2 приватні університети: Університет XXI століття і Університет басейну Ла-Плати.

## Транспорт

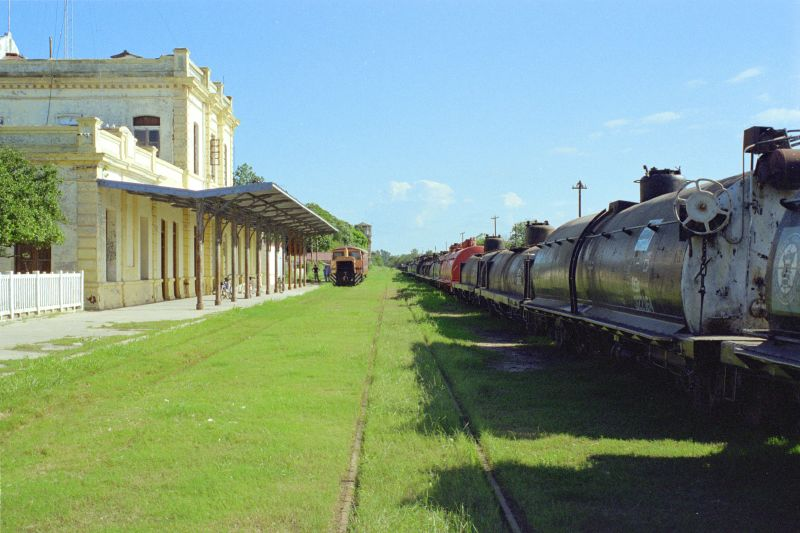
Залізнична станція

Місто Формоса має такі шляхи сполучення:
- автомобільні:
  - національна траса № 11, яка поєднує місто з провінцією Чако і Парагваєм
  - національна траса № 81, яка поєднує місто з провінціями Сальта і Жужуй, а також Болівією і Чилі
- залізниця імені генерала Белграно, яка наразі не функціонує, але є проекти її відродження
- міжнародний аеропорт Ель Пуку[6]
- порт на річці Парагвай

## Культура

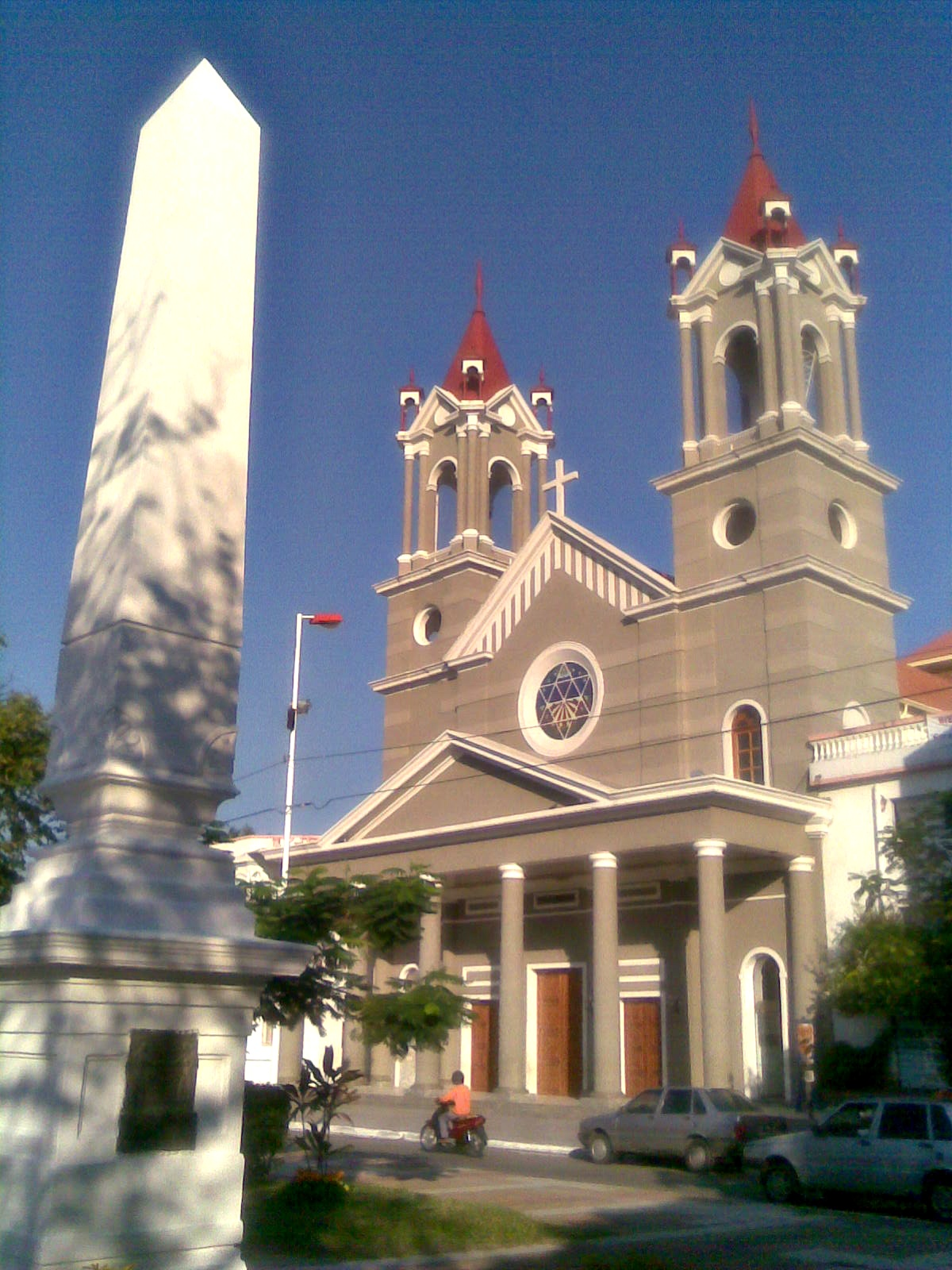
Кафедральний собор

У місті Формоса знаходяться такі музеї:
- Регіональний історичний музей — найбільший музей міста, який має велику колекцію предметів часів Війни Потрійного Альянсу.
- Будинок-музей доктора Естебана Лауреано Марадони
- Ремісничий музей Комп Тоба
- Музей поліції національних територій

Найвизначнішими церквами міста є:
- Кафедральний собор Богородиці дель Кармен (ісп. Iglesia Catedral Nuestra Señora del Carmen), збудований наприкінці 19 ст. у неоготичному стилі
- Церква Святого Антонія Падуанського, визнана історичною пам'яткою.